# Bertrand Mosca
Pour les articles homonymes, voir Mosca.
Bertrand Mosca est un journaliste français et ancien directeur général de France 2.

## Biographie
Betrand Mosca a débuté en tant que chargé des relations publiques en 1977 au Centre Georges Pompidou.
Au début des années 80, après avoir collaboré au journal Le Gai Pied, il devient responsable de la communication de Fréquence Gaie (la radio des homos de Paris).
Il commence sa carrière de journaliste pour le journal Première en 1987, puis pour l’émission C’est pas juste l’année suivante.
Après plusieurs postes d’adjoint au sein du groupe France Télévisions, il devient directeur de l'unité des programmes jeunesse de France 3 et responsable des achats de fictions en 1996, puis directeur des programmes de France 3 de janvier 2000 jusqu'en 2005 alors que Rémy Pflimlin en est le directeur général. Il est également à l'origine de la création du feuilleton Plus belle la vie.
C'est ce même Rémy Pflimlin, alors président du groupe France Télévisions qui le nomme directeur général de France 2 en remplacement de Claude-Yves Robin remercié à la des mauvaises audiences de la chaîne.
Betrand Mosca quitte son poste le 13 mars 2012, à la suite de problèmes de santé. Il décide de ne plus revenir à la direction de France 2. Rémy Pflimlin décide de le remplacer par Jean Réveillon, le 2 avril 2012

## Décoration
- Chevalier de l'ordre national du Mérite (nommé en 2003[4])